# 克拉斯諾格瓦爾傑伊斯科耶湖
60°17′19″N 29°11′54″E / 60.28861°N 29.19833°E

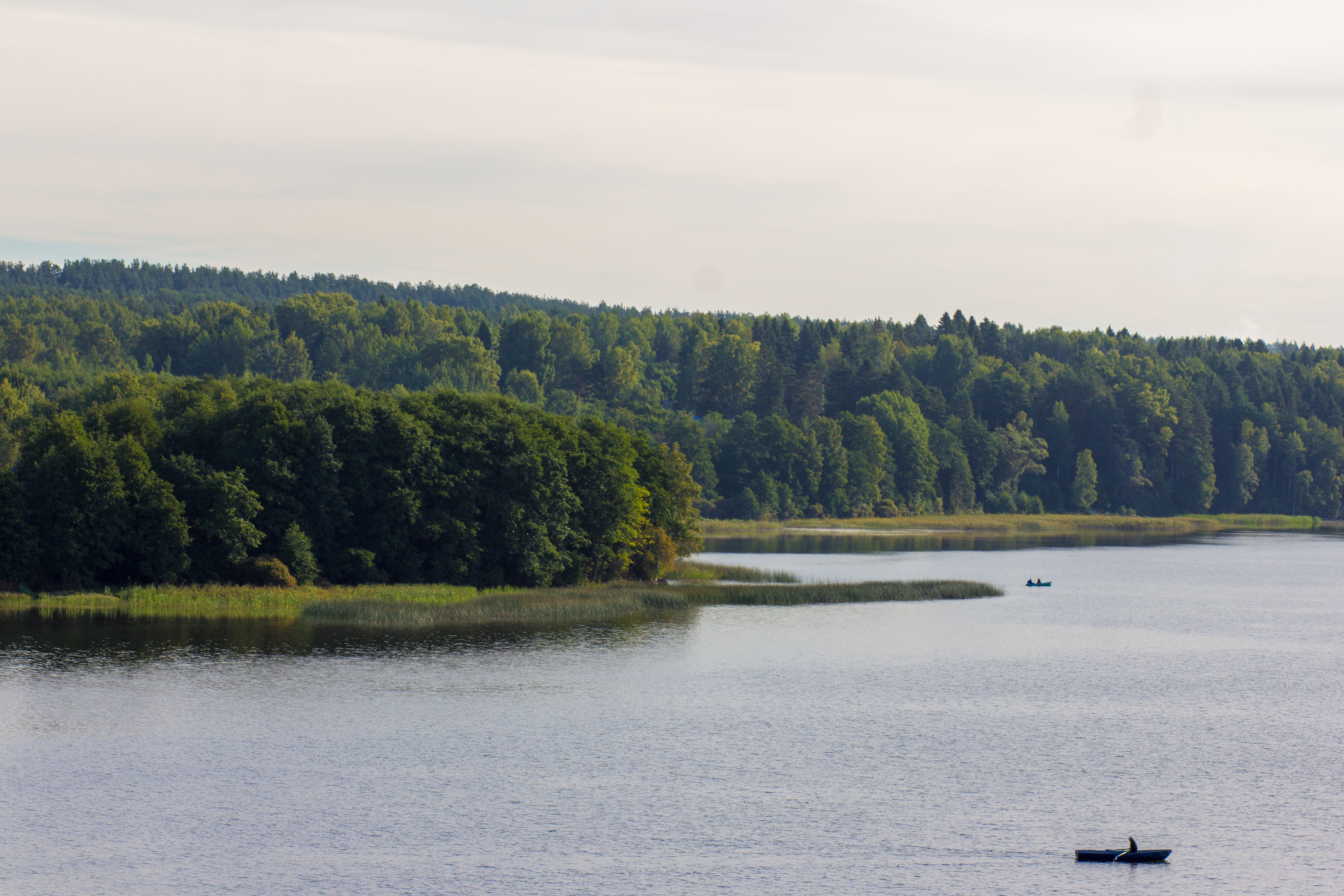

克拉斯諾格瓦爾傑伊斯科耶湖（俄语：Красногвардейское），是俄羅斯的湖泊，位於該國西北部，由列寧格勒州負責管轄，面積10.6平方公里，海拔高度29米，集水區面積77.4平方公里。